# Ittelshofen

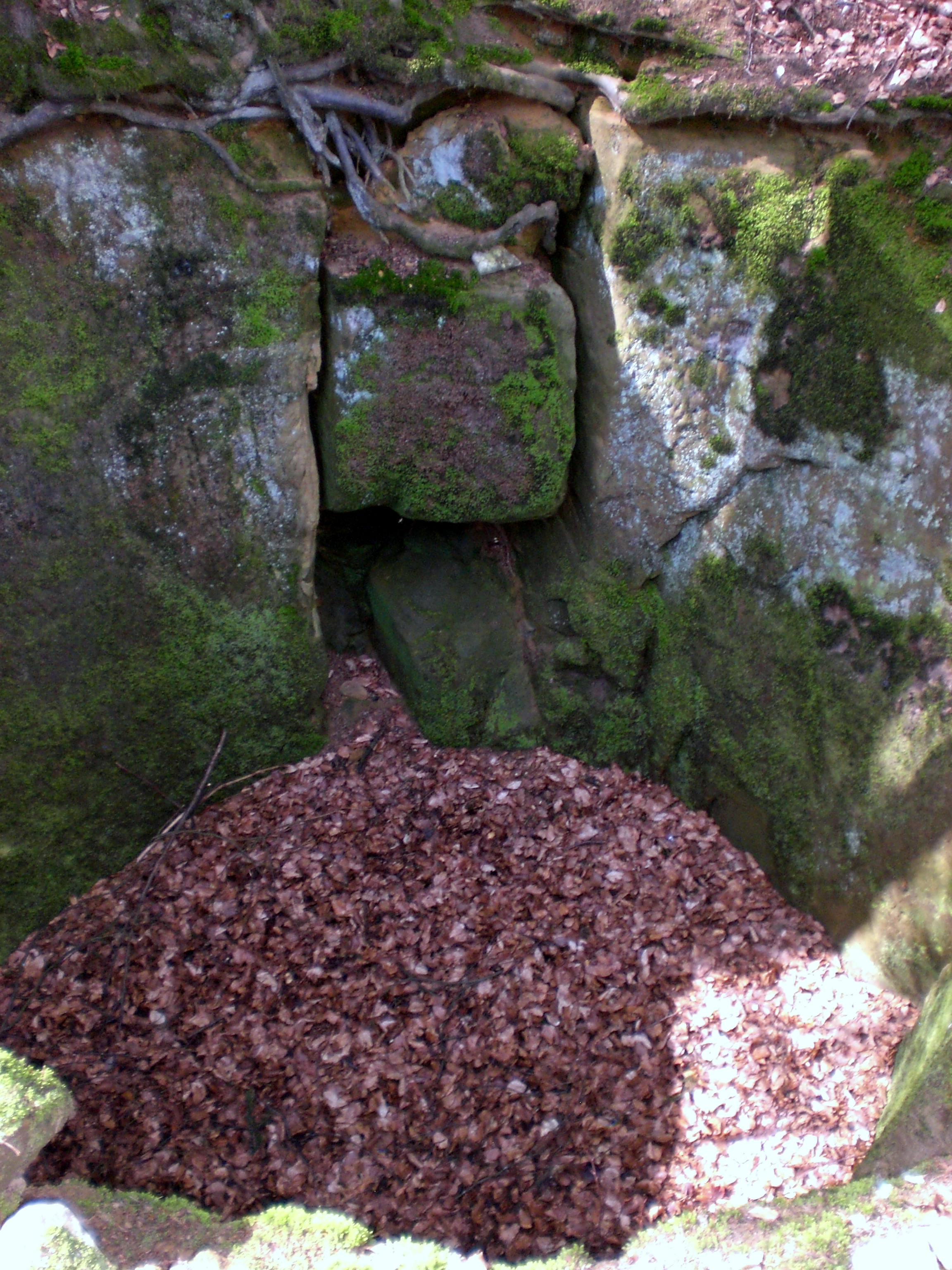
Wolfsgrube

Ittelshofen ist ein Gemeindeteil der Gemeinde Offenhausen im Landkreis Nürnberger Land (Mittelfranken, Bayern). Ittelshofen liegt in der Gemarkung Püscheldorf.

## Geographie
Das Dorf liegt am Herrnbach, einem linken Zufluss des Hammerbachs, und ist von Wäldern umgeben. Die Kreisstraße LAU 6 führt nach Püscheldorf (1,3 km östlich) bzw. nach Klingenhof (0,7 km westlich). Nahe Ittelshofen befindet sich eine der wenigen noch erhaltenen Wolfsgruben. Sie wurde in mühevoller Handarbeit kreisrund in den Sandstein geschlagen. Vermutlich wegen ihrer Tiefe wird sie auch als „Bärenloch“ bezeichnet, obwohl sie nie den Zweck hatte, Bären darin zu fangen.

## Geschichte
Mit dem Gemeindeedikt (frühes 19. Jahrhundert) wurde Ittelshofen dem Steuerdistrikt Kucha und der Ruralgemeinde Püscheldorf zugewiesen. Ittelshofen wurde im 19. Jahrhundert auch „Uetelshofen“ und „Uitelshofen“ geschrieben, im Jahr 1829 hatte es 6 Flurstücke und 27 Einwohner.
Am 1. Mai 1978 wurde Ittelshofen im Rahmen der Gebietsreform in Bayern nach Offenhausen eingemeindet.

## Baudenkmal
Beim Haus Nr. 7, früher Haus Nr. 3, ([Flur-Nr. 2407]) handelt es sich um ein denkmalgeschütztes Objekt: Zugehörig ist eine Scheuer mit Steilsatteldachbau und reichem Fachwerk, bezeichnet „1783“.